# Distoleon collartinus
Distoleon collartinus is een insect uit de familie van de mierenleeuwen (Myrmeleontidae), die tot de orde netvleugeligen (Neuroptera) behoort. 
Distoleon collartinus is voor het eerst wetenschappelijk beschreven door Navás in 1933.